# برمجية تحكم بالمحتوى

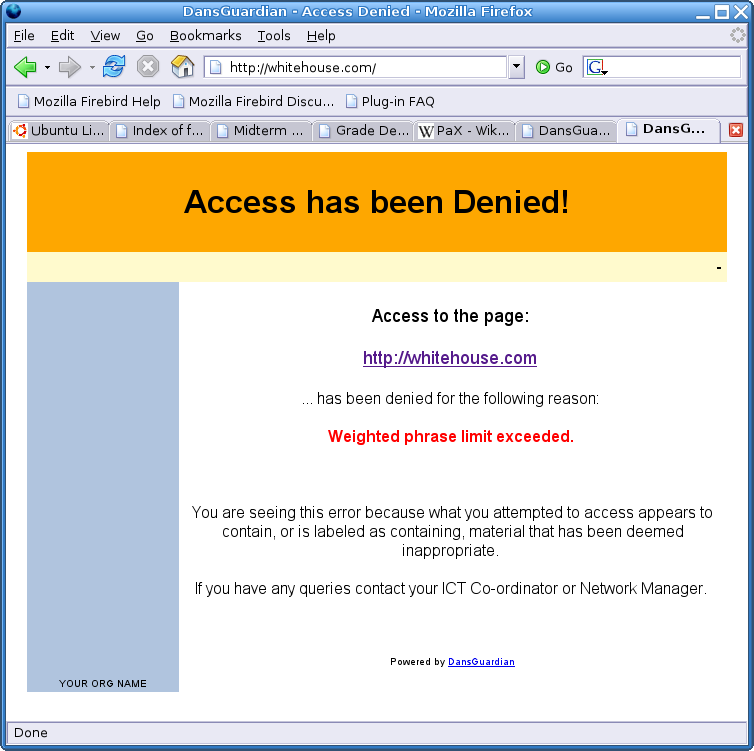
منع برنامج دانس غارديان لموقع :en:whitehouse.com.

فلترة الإنترنت أو السيطرة على المحتوى
يمكننا تعريف نظام فلترة الإنترنت على أنه برنامج يمكّن المؤسسات أو الأفراد من حجب الوصول إلى بعض محتويات الشبكة العنكبويته والتي يرون أنها غير مناسبة للمستخدم.
وقد عرفته منظمة المكتبة الأمريكية بأنه آلية تستخدم لحصر الوصول إلى محتويات شبكة الإنترنت بناءً على مصدر هذه البيانات.[بحاجة لمصدر] ومن فوائد استخدام نظام الفلترة هو منع الأطفال من الوصول إلى محتويات غير مقبولة بالإضافة إلى انه يساعد الموظفين على التركيز في وظائفهم وعدم تضييع وقتهم على مواقع لا فائدة منها.

## مقدمة
تعتبرّ شبكة الإنترنت أحد أهم الاختراعات الحديثة وأكثرها شعبية بحيث أصبحت تحتوي على عدد هائل من المعلومات، وهذه المعلومات تتزايد وتنمو بسرعة، وباستطاعة جميع الأشخاص من مختلف الأعمار والجنسيات الدخول على هذه الشبكة ومشاركة الأفكار والآراء بطريقة مجانية. ومع التقدم العلمي وانفتاح العالم، أصبح الإنترنت يتضمن معلوماتٍ قد تكون غير مرغوبة، لا سيما في المجالات الدينية والتربوية والسياسية بالنسبة لبعض الحكومات.
لذلك عمدت بعض الشركات إلى اعتماد أسلوب الفلترة. والغرض منه هو حماية جميع المتصلين بالشبكة من المواقع المشبوهة أو المخلة بالآداب أو المواقع غير المرغوب فيها.

## أشكال عمل النظام
إن طريقة عمل هذا النظام قد تتم بعدة أشكال، من أبرزها:

### فلترة المعلومات بناء على مصدرها
هذه الطريقة تستدعي حجب المعلومات المستقبلة أو المرسلة من مصادر معينة تم تصنيفها مسبقا على أنها غير مقبولة. وهناك طريقتان لحجب هذه المواقع إما عن طريق (يو آر إل) أو عنوان IP .
وحتى نتمكن من فهم آلية عمل النظام فإنه يجب علينا الحديث عن أنواع القوائم المستخدمة في نظام فلترة المعلومات بناءً على مصدرها،
فهناك نوعان :
- القوائم البيضاء

تعتبر هذه الطريقة أن كل موقع جديد في شبكة الإنترنت هو موقع محظور ولا يمكن الوصول إليه إلا بعد التأكد تماما من خلوه من الجوانب السلبية، حينها يمكن إضافته إلى قائمة السماح بالوصول أو القائمة البيضاء. فالأصل هنا هو منع الوصول إلى المواقع. ومن الأمثلة عليها الشبكة الخضراء وشبكة نقاء.
وتتميز هذه الطريقة بالفعالية التامة في عملية الحجب، كما تتميز بصغر حجم القائمة نسبيا مما يسرع عملية البحث فيها. ومن عيوبها أن العديد من المواقع الجيدة قد لايتم إضافتها إلا بعد فترة من الزمن حسب سياسة الشركة المنفذة للحجب.
- القوائم السوداء

الأصل في هذا النظام السماح للمستخدمين للوصول لجميع المواقع أي ان «المتهم برئ حتى تثبت إدانته» ويتم المنع فقط عند ثبوت مخالفة الموقع للمعايير المحددة مسبقا. وفي بعض البلدان، يمكن لأي شخص إرسال طلب لإقفال أحد المواقع للجهة المسئولة التي تقوم بمراجعة الطلب وتحديد موافقتها من عدمها وإذا تأكد ذلك يتم إضافة هذا الموقع للقائمة السوداء
وتتميز هذه الطريقة باتساع عدد المواقع المسموح بالوصول إليها ومن عيوبها ضخامة حجم القائمة وهذا مايؤثر سلبا على الزمن اللازم للبحث فيها وكذلك فإن هذه الطريقة لاتضمن حجب جميع المواقع المخالفة بشكل فوري

### فلترة المعلومات بناء على محتواها
يتم في هذا النوع اختيار محتوى صفحات الإنترنت لتحديد مدى حفاظها للمعاير المحددة وهناك عدد من الطرق لذلك
- فلترة الكلمات

يتم هنا فحص الكلمات الموجودة في الصفحات لتحديد ماإذا كانت تحتوي على كلمة تنتمي إلى مجموعة الكلمات الغير لائقة.
وتتميز هذه الطريقة بعدم الحاجة إلى تحديث ومتابعة مستمرة، ومن عيوبها أنها قد تحجب العديد من المواقع المناسبة، فمثلا لو حددنا كلمة (تعري) كأحد الكلمات المحظورة فإن المواقع الخاصة بمكافحة والتحذير من العري سوف تحجب أيضا فقط لأنها تحتوي عبارة مثل (مكافحة العري).
- تحليل الصور

يتم في هذا الأسلوب استخلاص الخصائص العامة للصورة مثل الألوان والنصوص والأشكال ومحاولة تحديد ما إذا كانت تحتوي على صور غير لائقة وهذا النوع يتسم إلى الحاجة إلى أجهزة ذات إمكانية عالية للقيام بالعمليات المعقدة الخاصة بتحليل الصور

## طرق تنفيذ عملية الفلترة
يوجد عدة طرق لتنفيذ عملية الفلترة أو السيطرة على المحتوى وتختلف عن بعضها بنقطة الأنطلاق للعملية فإما أن تبدء من جهاز المستخدم (حيث تتميز هذه العلمية بسهولة استخدامها وإمكانية رب الأسرة استخدام هذا النظام لحظر المواقع المشبوهة عن أطفاله)
أو أن تقوم الشركة المزودة للخدمة (ISP) بفلترة بعض المواقع وحجبها